# 海岸沖の嵐
『海岸沖の嵐』（かいがんおきのあらし、英: Storm off a Sea Coast）、または『防波堤』（ぼうはてい、仏: L'Estacade、英: The Breakwater）は、17世紀オランダ絵画黄金時代の画家ヤーコプ・ファン・ロイスダールが1670年にキャンバス上に油彩で制作した風景画で、画家最大の海景画である。「J.V. Ruisdael」という画家の署名が記されている。1783年にアムステルダムの競売でフランス王ルイ16世のために購入され、1793年以来、パリのルーヴル美術館に所蔵されている。

## 作品
ロイスダールは長年にわたりハールレムで活躍したが、1656年ごろから後はアムステルダムに活動の拠点を移し、これにより港内や沿岸を航行する大型船を観察することができるようになった。ロイスダールの作品は情感に重苦しく包まれた雰囲気を持っており、本作は暗澹とした予感を鑑賞者に抱かせる。それは大惨事の予兆である。穿たれた裂け目を囲むように空全体を覆う雲や、突如として白く照らし出される波の大きな量塊を目立たせる表現は、ロイスダールの作品に見られる基本的な手法である。

この絵画は、1911年に研究者ホフステーデ・デ・フロートが編纂したカタログ・レゾネ (総目録) では『オランダの堤防沖の嵐』と呼ばれ、目録番号961となっている。デ・フロートは以下のように記述している。
「右側には杭のある堤防があり、その向こうには数本の木がある漁師の小屋が見える。堤防の左端では大波が打ち寄せている。遠景には何艘かの大型船のマストが屹立し、オランダの旗のある船尾もある。
この絵画は、研究者シーモア・スライヴの2001年のロイスダールのカタログ・レゾネでは『海岸沖の嵐』と呼ばれ、目録番号653番を与えられている。
19世紀に、フィンセント・ファン・ゴッホはこのロイスダールの絵画を『灌木』、『光線』　(ルーヴル美術館)  とともに「素晴らしい」と形容した。また、ジョゼフ・マロード・ウィリアム・ターナーは素描 (大英博物館、ロンドン) で、ウジェーヌ・ブーダンは油彩画 (マルロー美術館、ル・アーヴル) で本作を模写している。